# Manifest 101
Manifest 101 (wł. Manifesto dei 101) – dokument potępiający radziecką inwazję na Węgrzech w 1956 podpisany przez 101 włoskich intelektualistów, członków i sympatyków Włoskiej Partii Komunistycznej (PCI).

## Historia
Dokument powstał z inicjatywy Carla Muscetty. Ostateczna wersja została zredagowana przez Natalina Sapegna, Renza De Felice i Lucia Collettiego. Głównym celem manifestu było wywołanie dyskusji wewnątrzpartyjnej i polemika ze stanowiskiem przywódców PCI. Wśród jego sygnatariuszy znaleźli się m.in. Alberto Asor Rosa, Enzo Siciliano, Vezio Crisafulli, Antonio Maccanico, Elio Petri, Paolo Spriano, Paolo Spriano, Lorenzo Vespignani oraz Mario Socrate. Dziennik włoskich komunistów l’Unità odmówił publikacji manifestu, został on rozpowszechniony przez agencję ANSA. List został ostro skrytykowany przez ówczesne władze partii. W następstwie listu oraz reakcji przywództwa część sygnatariuszy wycofała się z aktywnego życia partii, część z niej wystąpiła. Dokument poparł również Antonio Giolitti, który jednak nie złożył pod nim podpisu uzasadniając to byciem deputowanym z ramienia PCI, z partii wystąpił w 1957.